# Ta fa likit
Ta fa likit é um filme de drama tailandês de 1997 dirigido por Oxide Pang Chun.
Foi selecionado como representante da Tailândia à edição do Oscar 1998, organizada pela Academia de Artes e Ciências Cinematográficas.

## Elenco
- Sanya Kunakorn - Jiab
- Nattarika Thumpridanun - Wan
- Suchao Pongwilai
- Vichitra Triyakul
- Asa Hasin
- Yawtchai Phaikhayaat